# Maus Gatsonides
Maurice "Maus" Gatsonides (14 de febrer de 1911 a Gombong, Regència de Kebumen – 29 de novembre de 1998 a Heemstede) va ser un pilot de ral·lis i inventor holandès. Gatsonides va néixer a Java central a les antigues Índies Orientals Holandeses (ara Indonèsia). Va fundar l'empresa "Gatsometer BV" als Països Baixos el 1958.
Avui en dia, la fama de Gatsonides resulta en gran part per la invenció de la càmera de velocitat Gatso, un dispositiu de mesura de velocitat utilitzat avui per moltes forces policials per atrapar els conductors que excedeixen la velocitat. Originalment va inventar la càmera de velocitat Gatso per mesurar la seva velocitat en les corbes en un intent de millorar la seva conducció.

## Curses de motor
Gatsonides és conegut principalment per inventar la càmera de velocitat, però el seu interès principal era en les curses de motor.

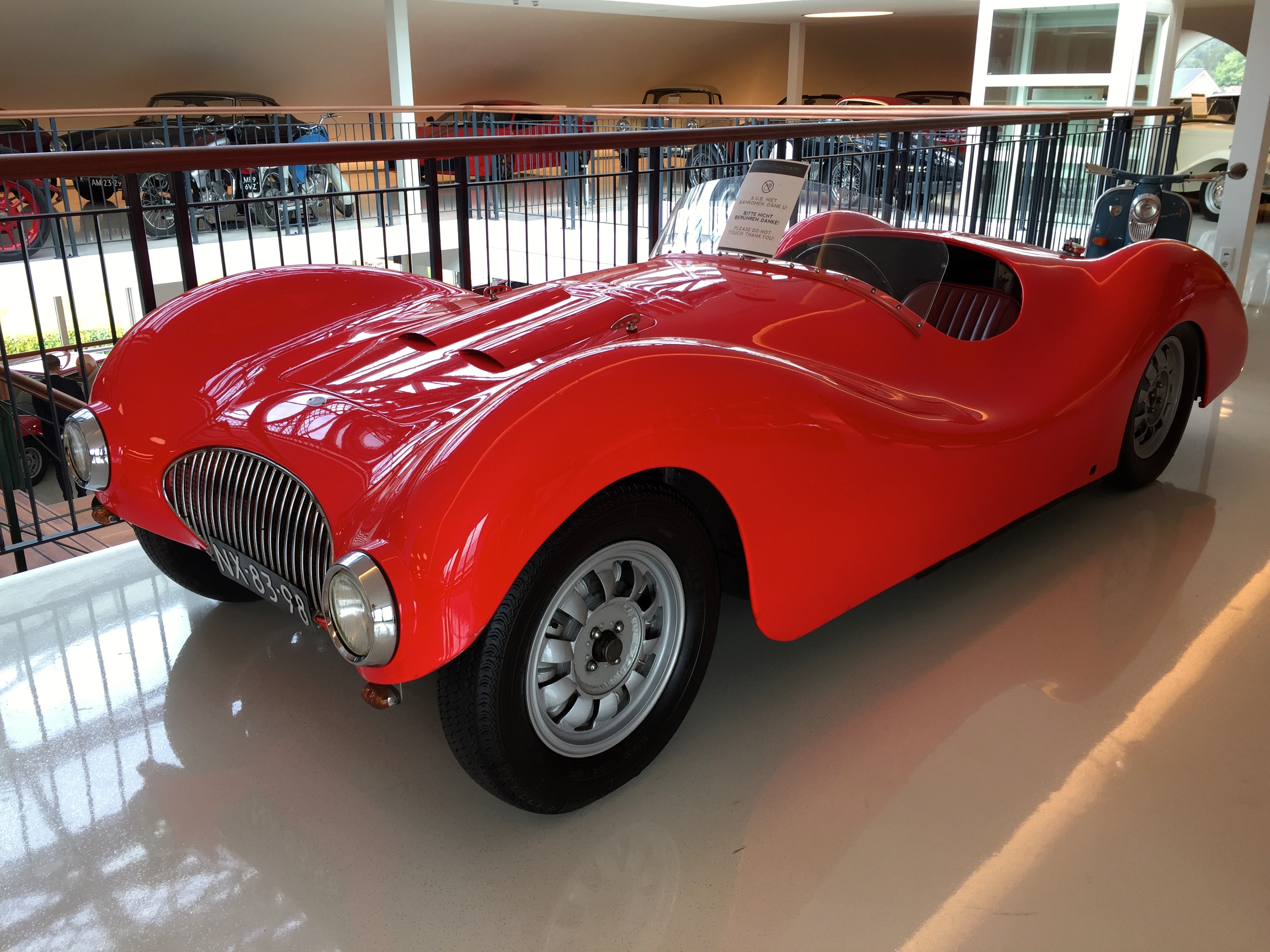
Gatso 1500 Sport, també conegut com "Platje", 1948

Maurice era un apassionat de les carreres i va competir en molts esdeveniments.
El 1949, va construir el seu propi cotxe. Va ser sobrenomenat el "Platje" (en anglès: "Flatty") per la seva forma aerodinàmica. El cotxe va causar sensació a l'hipòdrom holandès de Zandvoort, passant a tots els oponents, inclosos els de MG. Maurice es va veure obligat a vendre el Flatty per pagar als creditors després d'intentar posar el seu propi cotxe esportiu V8 en producció. El Flatty, però, va sobreviure. Va ser trobat abandonat a la dècada de 1970 i ara ha estat restaurat per Joop Bruggeman. És l'últim cotxe Gatso que es conserva.
Gatsonides va guanyar el Ral·li de Montecarlo l'any 1953 conduint un Ford Zephyr.